# Tour de Filipinas
Il Tour de Filipinas (it. Giro delle Filippine) è una corsa a tappe maschile di ciclismo su strada che si svolge ogni anno nelle Filippine. Creata nel 1955 come gara dilettantistica, ha assunto denominazione e formato attuale nel 2010. Proprio dal 2010 è inserita nel calendario del circuito continentale UCI Asia Tour come gara di classe 2.2.

## Storia
Creato nel 1955 come una corsa di 4 tappe da Manila a Vigan, l'anno successivo ha assunto il nome di Tour of Luzon, che ha conservato fino al 1976. Dal 1979, per motivi di sponsorizzazione, è stato denominato Marlboro Tour; il ritiro dello sponsor dopo l'edizione 1998 ha provocato la cancellazione della corsa, che è tornata in calendario nel 2002 prima come FedEx Express Tour (2002-2004), e poi come Tour de Oro (2005) e Padyak Pinoy (2006-2009).
A partire dal 2010, con il nome di Tour de Filipinas, è aperta anche ai professionisti e fa parte del calendario dell'UCI Asia Tour come gara di classe 2.2, svolgendosi in febbraio. L'edizione 2018 è stata spostata da febbraio a maggio per le eruzioni del Monte Mayon.

## Albo d'oro recente
Aggiornato all'edizione 2019.
| Anno | Vincitore                                           | Secondo                                             | Terzo                                               |
| ---- | --------------------------------------------------- | --------------------------------------------------- | --------------------------------------------------- |
| 2010 | David McCann                                        | Lloyd Reynante                                      | Baler Ravina                                        |
| 2011 | Rahim Emami                                         | Farshad Salehian                                    | Amir Zargari                                        |
| 2012 | Baler Ravina                                        | Sea Keong Loh                                       | Joel Calderon                                       |
| 2013 | Ghader Mizbani                                      | Amir Kolahdozhagh                                   | John Ebsen                                          |
| 2014 | Mark Galedo                                         | Eric Sheppard                                       | Alireza Asgharzadeh                                 |
| 2015 | Thomas Lebas                                        | Mark Galedo                                         | Damien Monier                                       |
| 2016 | Oleg Zemljakov                                      | Evgenij Gidič                                       | Maral-erdene Batmunkh                               |
| 2017 | Jai Crawford                                        | Daniel Whitehouse                                   | Fernando Grijalba                                   |
| 2018 | El Joshua Cariño                                    | Metkel Eyob                                         | Ronald Oranza                                       |
| 2019 | Jeroen Meijers                                      | Choon Huat Goh                                      | Angus Lyons                                         |
| 2020 | annullata per la Pandemia di COVID-19 del 2019-2021 | annullata per la Pandemia di COVID-19 del 2019-2021 | annullata per la Pandemia di COVID-19 del 2019-2021 |